# Víctor Zúniga
Víctor Alfonso Zúniga Jerezano (San Pedro Sula, Cortés, 6 de marzo de 1990) es un futbolista hondureñoRetirado que actualmente entrena niños en las colonias Villas San Antonio y en Ciudad Jaragua de 5 a 6 PM. Víctor Alfonso Zúniga Jerezano comenzó su carrera en 2009.

## Clubes
| Club              | País     | Año           |
| ----------------- | -------- | ------------- |
| Platense          | Honduras | 2012-2013     |
| Vida              | Honduras | 2014          |
| Parrillas One     | Honduras | 2015          |
| Oriental          | Uruguay  | 2015-2016     |
| I. A. Potencia    | Uruguay  | 2017          |
| Progreso          | Uruguay  | 2018          |
| Honduras Progreso | Honduras | 2019-Presente |